# Gammarus bousfieldi
Gammarus bousfieldi е вид ракообразно от семейство Gammaridae. Видът е световно застрашен, със статут Уязвим.

## Разпространение
Разпространен е в САЩ.